# 尼克西·卡拉罕
詹姆士·約瑟夫·「尼克西」·卡拉罕（英語：James Joseph Nixey Callahan, 1874年3月18日—1934年10月4日）為美國職棒大聯盟的投手及左外野手，他待過費城人、小馬/孤兒(今芝加哥小熊)以及白襪等球隊，他也在白襪和海盜兩隊執教過。1934年他在波士頓去世，享年60歲。
1900年，卡拉罕曾經創下連續兩場先發被擊出高達48支安打的紀錄。他在第一場先發挨了23支安打，第二場先發被敲出25支安打。
1902年9月20日，卡拉罕投出美國聯盟史上第一場無安打比賽。此外，他也是唯一一位單場3次打出5支安打的投手(1897年6月29日、1902年5月18日和1903年5月18日)。

## 外部連結
- 球員資訊和成績在MLB，ESPN，Retrosheet ，Baseball Reference ，Baseball Reference (Minors) ，Fangraphs ，The Baseball Cube （英文）

| 前任： 克里斯提·馬修森 | 無安打比賽 1902年9月20日 | 繼任： Chick Fraser |